# Bruktererpeton
Bruktererpeton is een geslacht van uitgestorven Reptiliomorpha uit de Gephyrostegidae, waarvan fossiele resten gevonden zijn in het Boven-Carboon (zo'n 315 miljoen jaar oud) van het Rijn-Ruhrgebied in West-Duitsland. De enige vondst ervan is een bijna compleet skelet van een vermoedelijk onvolwassen individu die in 1964 werd gedaan in een kleisteengroeve bij Haßlinghausen in de nabijheid van Wuppertal. De groeve bestond al niet meer ten tijde van de publicatie van de naam en beschrijving door Jürgen A. Boy en Klaus Bandel in 1973.:39 De naam is een verwijzing naar de stam van de Bructeren (Duits: Brukterer) die het gebied aan het begin van onze jaartelling bewoonden. Die naam is gekoppeld met het Griekse woord ἑρπετον (herpeton) voor 'kruipend dier'.:47 De typesoort is Bruktererpeton fiebigi, waarbij het epitheton verwijst naar H. Fiebig van het Deutsches Bergbau-Museum in Bochum.:48 Fylogenetische analyses maken aannemelijk dat Bruktererpeton een zustertaxon is van het geslacht Gephyrostegus.:256, 265

## Beschrijving
Dit dier moet op een hagedis hebben geleken met een nogal grote kop, hoewel duidelijk kleiner dan die van Gephyrostegus.:47 De lichaamsverhoudingen moeten vergelijkbaar zijn geweest met die van andere basale Reptiliomorpha zoals Eldeceeon, met een vrij korte romp met 24 wervels tussen de schedel en het heiligbeen, en goed ontwikkelde poten. De schedel was iets korter dan die van Eldeceeon en Gephyrostegus, terwijl de poten langwerpiger waren, met name de ellepijp, het spaakbeen, het scheenbeen en het kuitbeen.:39, 61, 65

## Classificatie
Bruktererpeton fiebigi is bekend van een goed bewaard fossiel skelet uit het Namurien (Boven-Carboon) van Midden-Duitsland. De soort lijkt nauw verwant te zijn aan Gephyrostegus bohemicus, een klein dier dat in het Boven-Carboon van Tsjechië werd gevonden, en waarvan wordt aangenomen dat het verwant is aan de voorouders van de reptielen. De twee geslachten vormen samen met het Noord-Amerikaanse geslacht Eusauropleura de familie van de Gephyrostegidae, een groep met een veelbesproken systematische positie, maar in ieder geval binnen de Reptiliomorpha.

## Paleobiologie
De lange poten van Bruktererpeton suggereren een volledig bodembewonende levensstijl. Waarschijnlijk bewoog dit dier zich snel in de Carboon-bossen op zoek naar insecten.